# Duwayr Taha
Duwayr Taha (tiếng Ả Rập: دوير طه, cũng đánh vần Dweir Taha hoặc Dwerta) là một ngôi làng ở phía tây bắc Syria, một phần hành chính của Tỉnh Tartus. Nó nằm gần bờ biển Địa Trung Hải. Theo Cục Thống kê Trung ương Syria (CBS), Duwayr Taha có dân số 1.714 người trong cuộc điều tra dân số năm 2004. Cư dân của nó chủ yếu là Kitô hữu Chính thống Hy Lạp.

## Lịch sử
Duwayr Taha trở thành một phần của đô thị al-Sawda vào năm 1975, nhưng sau đó đã giành được vị thế thành phố độc lập.